# پاس پادیا
پاس پادیّا (اسپانیایی: Paz Padilla‎؛ زادهٔ ۲۵ سپتامبر ۱۹۶۹) مجری تلویزیون و بازیگر اهل اسپانیا است.
از فیلم‌ها یا مجموعه‌های تلویزیونی که وی در آن‌ها نقش داشته‌است، می‌توان به دردسر قریب‌الوقوع و بزدل‌ها اشاره نمود.